# Lijst van grote Ierse steden
Deze lijst van grote steden en plaatsen in Ierland bevat alle plaatsen met meer dan 10.000 inwoners in Ierland (land). Het begrip stad (city) is in Ierland wettelijk vastgelegd. Alle andere plaatsen zijn bekend als borough of town. De inwoneraantallen zijn gebaseerd op de volkstellingen van 2002 en 2006. Voor een uitgebreider overzicht met ook kleinere plaatsen zie de Lijst van plaatsen in Ierland naar inwonertal.

## Steden
| Stad      | Ierse Naam        | Sinds | Inwoners 2006 | Inwoners 2002 |
| --------- | ----------------- | ----- | ------------- | ------------- |
| Dublin    | Baile Átha Cliath | 1171  | 506.211       | 495.781       |
| Cork      | Corcaigh          | 1185  | 119.418       | 123.062       |
| Galway    | Gaillimh          | 1197  | 72.414        | 65.832        |
| Limerick  | Luimneach         | 1484  | 52.539        | 54.032        |
| Waterford | Port Láirge       | 1171  | 45.748        | 44.594        |
| Kilkenny* | Cill Chainnigh    | 1609  | 8.661         | 8.591         |

* Kilkenny heeft officieel de status van borough, maar mag zich desondanks om historische redenen toch stad noemen.

## Lijst van grote Ierse plaatsen
In onderstaande lijst zijn de steden dikgedrukt.
| Rang 2006 | Rang 2002 | Plaats                   | County                               | Inwoners 2006 | Inwoners 2002 |
| --------- | --------- | ------------------------ | ------------------------------------ | ------------- | ------------- |
| 1         | 1         | Dublin & buitenwijken    | County Dublin                        | 1.045.769     | 1.004.614     |
| 2         | 2         | Cork & buitenwijken      | County Cork                          | 190.384       | 186.239       |
| 3         | 3         | Limerick & buitenwijken  | County Limerick en County Clare      | 90.757        | 86.998        |
| 4         | 4         | Galway & buitenwijken    | County Galway                        | 72.729        | 66.163        |
| 5         | 5         | Waterford & buitenwijken | County Waterford en County Kilkenny  | 49.213        | 46.736        |
| 6         | 7         | Drogheda & omgeving      | County Louth en County Meath         | 35.090        | 31.020        |
| 7         | 6         | Dundalk & buitenwijken   | County Louth                         | 35.085        | 32.505        |
| 8         | 9         | Swords                   | County Fingal                        | 33.998        | 27.175        |
| 9         | 8         | Bray & omgeving          | County Dublin en County Wicklow      | 31.901        | 30.951        |
| 10        | 14        | Navan & omgeving         | County Meath                         | 24.851        | 19.417        |
| 11        | 10        | Ennis & omgeving         | County Clare                         | 24.253        | 22.051        |
| 12        | 11        | Tralee & omgeving        | County Kerry                         | 22.744        | 21.987        |
| 13        | 12        | Kilkenny & omgeving      | County Kilkenny                      | 22.179        | 20.735        |
| 14        | 15        | Carlow & omgeving        | County Carlow en County Laois        | 20.724        | 18.487        |
| 15        | 16        | Naas                     | County Kildare                       | 20.044        | 18.288        |
| 16        | 13        | Sligo & omgeving         | County Sligo                         | 19.402        | 19.735        |
| 17        | 19        | Newbridge & omgeving     | County Kildare                       | 18.520        | 16.739        |
| 18        | 22        | Mullingar & omgeving     | County Westmeath                     | 18.416        | 15.621        |
| 19        | 17        | Wexford & omgeving       | County Wexford                       | 18.163        | 17.235        |
| 20        | 23        | Letterkenny & omgeving   | County Donegal                       | 17.586        | 15.231        |
| 21        | 21        | Athlone & omgeving       | County Westmeath en County Roscommon | 17.544        | 15.936        |
| 22        | 20        | Celbridge                | County Kildare                       | 17.262        | 16.016        |
| 23        | 18        | Clonmel & omgeving       | County Tipperary en County Waterford | 17.008        | 16.910        |
| 24        | 33        | Balbriggan & omgeving    | County Fingal                        | 15.559        | 10.294        |
| 25        | 25        | Malahide                 | County Fingal                        | 14.937        | 13.826        |
| 26        | 24        | Leixlip                  | County Kildare                       | 14.676        | 15.016        |
| 27        | 27        | Portlaoise & omgeving    | County Laois                         | 14.613        | 12.127        |
| 28        | 26        | Killarney & omgeving     | County Kerry                         | 14.603        | 13.137        |
| 29        | 28        | Greystones & omgeving    | County Wicklow                       | 14.569        | 11.913        |
| 30        | 31        | Tullamore & omgeving     | County Offaly                        | 12.927        | 11.098        |
| 31        | 30        | Carrigaline              | County Cork                          | 12.835        | 11.191        |
| 32        | 29        | Castlebar & omgeving     | County Mayo                          | 11.891        | 11.371        |
| 33        | 35        | Arklow & omgeving        | County Wicklow                       | 11.759        | 9.993         |
| 34        | 36        | Cobh & omgeving          | County Cork                          | 11.303        | 9.811         |
| 35        | 34        | Maynooth                 | County Kildare                       | 10.715        | 10.151        |
| 36        | 32        | Ballina                  | County Mayo                          | 10.409        | 9.647         |
| 37        | 40        | Mallow & omgeving        | County Cork                          | 10.241        | 8.937         |
| 38        | 37        | Wicklow & omgeving       | County Wicklow                       | 10.070        | 9.355         |
| 39        | 45        | Midleton & omgeving      | County Cork                          | 10.048        | 7.957         |